# Fondation ARC pour la recherche sur le cancer
 (août 2020).
Si vous disposez d'ouvrages ou d'articles de référence ou si vous connaissez des sites web de qualité traitant du thème abordé ici, merci de compléter l'article en donnant les références utiles à sa vérifiabilité et en les liant à la section « Notes et références ».
La Fondation ARC pour la recherche sur le cancer, reconnue d’utilité publique, créée en tant qu'association le 29 juin 1962, puis née en tant que fondation le 16 mars 2012, d’une évolution statutaire de l’Association pour la recherche sur le cancer (ARC). Elle est exclusivement destinée à la recherche sur le cancer. Son siège social est situé à Villejuif (Val-de-Marne). Elle est présidée depuis le 9 novembre 2022 par Dominique Bazy.
En mutualisant ses forces avec celles des différents organismes publics impliqués dans la lutte contre la maladie, notamment dans le cadre du Plan cancer, la fondation ARC concentre toute son action sur la réalisation de son objectif : contribuer à guérir deux cancers sur trois d'ici 2025 (contre un sur deux en 2013).

## Missions
La Fondation ARC pour la recherche sur le cancer, reconnue d’utilité publique, est une fondation exclusivement destinée à la recherche sur le cancer. Son ambition est de permettre que d’ici 2025, deux cancers sur trois soient guéris.
Elle a deux missions :
1. Lutter contre le cancer par la recherche : pour permettre des avancées décisives contre la maladie, la Fondation ARC identifie, sélectionne et finance les projets les plus prometteurs, en France et à l'international. Elle donne ainsi aux chercheurs les moyens de conduire des travaux essentiels pour ouvrir de nouvelles voies scientifiques, médicales et thérapeutiques. Son action couvre l’ensemble des champs de la cancérologie : la recherche fondamentale et clinique, l'épidémiologie mais aussi les sciences humaines et sociales.
2. Former et informer sur les avancées de la recherche et sur la maladie : la lutte contre la maladie passe aussi par une information de qualité, la Fondation ARC propose de nombreuses publications d’information médicale et scientifique réalisées avec le concours d’experts, ainsi qu’un site Internet en lien avec l’actualité relative aux avancées de la recherche sur les cancers. Elle s'attache également à former et informer la communauté scientifique pour développer les connaissances et encourager l'innovation.

## Ressources
Les ressources de la Fondation ARC proviennent exclusivement de la générosité de ses donateurs et testateurs. En toute indépendance, libre de sa politique et de ses choix d'action, la Fondation ARC s'engage dans la durée sur des moyens, des objectifs et des résultats qu'elle rend publics.

## Chiffres-clés
En 2021 :
- 72,9 % de ses dépenses (29,28 millions d’euros) ont été consacrées au soutien à la recherche sur le cancer et à l’information du public ;
- 229 nouveaux projets de recherche sur le cancer soutenus ;
- 164 000 donateurs ;
- 40,47 millions d'euros issus de la générosité du public ;
- 216 experts scientifiques bénévoles mobilisés pour l'analyse des dossiers de financement.

En 2022 :
- la Fondation ARC a financé 154 projets et a soutenu 113 jeunes chercheurs ;
- elle a pu compter sur la générosité de 151 300 donateurs et a reçu 41,81 millions d’euros pour financer principalement des missions sociales ;